# Euphorbia meridensis
Euphorbia meridensis är en törelväxtart som beskrevs av Henri François Pittier. Euphorbia meridensis ingår i släktet törlar, och familjen törelväxter. Inga underarter finns listade i Catalogue of Life.